# Bubamare
Bubamare ili božje ovčice (lat. Coccinellidae) porodica su kukaca, a predstavnici su joj vrste: dvotočkasta bubamara Adalia bipunctata, sedmotočkasta bubamara (Coccinella septempunctata), Anatis ocellata, četrnaesttočkasta bubamara (Propylea quatuordecimpunctata), Exochomus quadripustulatus, crna dvotočkasta bubamara (Chilocorus renipustulatus (Scriba), desettočkasta božja bubamara (Adalia decempunctata) i dr. Samo u srednjoj Europi ima ih oko 80 vrsta. Sedmotočkasta bubamara (Coccinella septempunctata) najčešća je vrsta u našim krajevima. Često prezimljuje na hladnim mjestima u kućama.
Bubamare se hrane biljnim štetnicima (lisne uši), a njezine ličinke, čiji razvoj traje 3 do 5 tjedana, dnevno pojedu 20 do 30 lisnih ušiju. Na istočnoj crnomorskoj obali Turske postoji i predatorska vrsta Serangium parcesetosum, koja se koristila za suzbijanje štetnika. Bubamare žive na lišću zelenih biljaka, a u zimi ispod suhe kore drveća. Kad je bubamara u opasnosti brani se tzv. refleksnim krvarenjem, tj. ispušta krv (hemolimfu) iz nožnih zglobova. Ta "krv" sadrži vrlo neugodnu tvar (kokcinelin, alkaloid coccinellin) koja odbija većinu ptica i mrava.

## Osnovne značajke
- Duljina: 1,5 mm - 12 mm
- Boje: žive boje, od narančaste, crvene ili žute u kombinaciji s crnom bojom.
- Krila: Prednji kraj krila tvori pokrilje, a stražnjim krilima leti.

### Razmnožavanje
- Vrijeme parenja: proljeće i ljeto
- Broj jajašaca: 3 - 300, ovisno o vrsti
- Trajanje inkubacije: 5 - 8 dana

### Način života
- Ponašanje: prezimljuje u skupinama
- Hrana: pretežno lisne uši
- Životni vijek: oko godinu dana

## Životni prostor
Iako žive posvuda u svijetu, najviše su zastupljene na područjima umjerene klime u Europi i Sjevernoj Americi. Mnogo su rjeđe u tropskim kišnim šumama, koje su domovina mnogih vrsta kukaca. U osobito velikom broju nalaze se na površinama koje je čovjek već promijenio, kao na primjer u zapuštenim vrtovima, zaštićenim nasadima i neobrađenim površinama, jer ondje u izobilju ima biljnih uši koje su bubamarama glavna hrana. 
Tek prije kratkog vremena u Europi su osnovane farme za uzgoj bubamara kako bi se vrtlare potaknulo da umjesto kemijskih sredstva u borbi protiv nametnika koriste njih.

## Hrana
Većina bubamara hrani se lisnim ušima. Lisne se uši sporo gibaju i ne mogu se braniti tako da bubamarama nisu potrebne lovačke vještine da ih ulove. Odrasli kukci pojedu 40-50 biljnih uši dnevno, odnosno do 3000 tijekom svog života, a ličinka pojede i do 600 biljnih uši. Neke bubamare jedu grinje, a neke štitaste uši. U Južnoj Africi postoje vrste bubamara koje su isključivo biljojedi. 
Odrasla sedmotočkasta bubamara (Coccinella septempunctata) pojede 30-40 grinja na dan, 90 odraslih štitastih uši i do 300 ličinki štitastih uši.

## Razvojni ciklus
Većina bubamara pari se u proljeće i ljeto. Ženka zatim polaže jaja (3-300 ovisno o vrsti) na peteljke listova blizu kolonija biljnih uši. 
Jaja su ovalna, svijetlih boja, mliječno bijela ili žuta, a pred izlazak ličinki jaja mijenjaju boju i postaju zelena. Nakon 10 dana iz jaja izlaze ličinke. Ličinke (dvotočkaste) božje ovčice izlaze iz jaja nakon 5-8 dana. Potpun razvoj od jaja, pa preko četiri stadija ličinke do odraslog oblika traje oko dva mjeseca.
Ličinke su produljenog oblika, tamnozelene, a na tijelu imaju bradavičaste nastavke žute i crne boje. Izrazito su proždrljive te se kreću u svim smjerovima tražeći hranu. Tijekom sljedećih 10-15 dana mogu pojesti 350-400 biljnih uši. Brzo rastu, pa se presvlače više puta tijekom života.
Nakon toga se zakukulje tako da se krajem tijela pričvrste na list ili grančicu a stadij kukuljice traje nekoliko dana. Cjelokupni razvojni ciklus traje od 4-7 tjedana tako da se tijekom ljeta može razviti više generacija.

## Opasne vrste
Na području kontinentalne Hrvatske i susjednoj Srbiji, sve je više prisutna opasna vrsta azijske bubamare čiji je znanstveni naziv Harmonia axyridis, koje prema nekim znanstvenicima izazivaju astmu i alergije. Uvezene su zbog uništavanja biljnih ušiju, ali se u zadnje vrijeme šire i uništavaju domaće vrste bubamara.

## Vanjske poveznice
|  | Zajednički poslužitelj ima još gradiva o temi Bubamare |
|  | Wikivrste imaju podatke o taksonu Bubamare             |
|  | Wječnik ima rječničku natuknicu bubamara               |

- Ladybirds (engl.)
- List of species of ladybirds (Coccinellidae) of Russia (engl.)
- Lady Beetles (Coccinelidae) (engl.)
- HP: Marka br: 535 HRVATSKA FAUNA - Božja ovčica -Coccinella septempunctata  Arhivirana inačica izvorne stranice od 30. travnja 2009. (Wayback Machine) (hrv.)